# Dulat Aghadil
Dulat Schäkiruly Aghadil (kasachisch Дулат Шәкірұлы Ағаділ, russisch Дулат Шакирович Агадил Dulat Schakirowitsch Agadil; * 16. Februar 1977 in Schangeldi; † 25. Februar 2020 in Nur-Sultan) war ein kasachischer Aktivist und Bürgerrechtler.

## Werdegang
Aghadil schloss seine Schullaufbahn in Kasachstan mit dem Abitur ab. 2007 zog Aghadil nach Talapker, wo er sich erstmals politisch engagierte und maßgeblich am Aufbau und der Entwicklung des Dorfes beteiligt war. In der Folge setzte Aghadil sich im autoritär regierten Kasachstan für Bürgerrechte und für mehr Freiheiten ein. So kämpfte er in der Opposition gegen die Regierung, was im März 2019 auch zum Rücktritt von Nursultan Nasarbajew führte. Mehrfach wurde Aghadil bei Demonstrationen verhaftet, zuletzt im November und Dezember 2019. Dabei gelang Aghadil im November aber die Flucht aus der Untersuchungshaft. Im Dezember führte er durch das Schlucken von Nägeln und Schrauben einen medizinischen Notfall herbei und kam so aus der Haft.
Am 24. Februar 2020 wurde Aghadil in Nur-Sultan festgenommen, nachdem er nicht zu einer Vernehmung vor Gericht erschienen war. Im Polizeigewahrsam starb er wenige Stunden später. Das Innenministerium nannte als Todesursache Herzprobleme, laut Todesschein einen „akuten kardiovaskulären Kollaps“, was aber von Anhängern Aghadils angezweifelt wird. An Aghadils Beerdigung in seiner Heimatstadt Talapker nahmen etwa 1000 seiner Anhänger teil.